# 長崎県の観光地

平和祈念像

長崎県の観光地（ながさきけんのかんこうち）は、長崎県内の主要な観光地等に関する項目である。

## 対象別

### 文化財等

#### 世界遺産
- 明治日本の産業革命遺産
  - 小菅修船場跡（長崎市）
  - 三菱長崎造船所第三船渠・ジャイアント・カンチレバークレーン・旧木型場・占勝閣（長崎市）
  - 高島炭坑（長崎市）
  - 端島炭坑（長崎市）
  - 旧グラバー住宅（長崎市）
- 長崎と天草地方の潜伏キリシタン関連遺産
  - 大浦天主堂（長崎市）
  - 外海の出津集落（長崎市）
  - 外海の大野集落（長崎市）
  - 原城跡（南島原市）
  - 黒島の集落（佐世保市）
  - 平戸島の聖地と集落（平戸市）
  - 野崎島の集落（小値賀町）
  - 頭ヶ島の集落（新上五島町）
  - 久賀島の集落（五島市）
  - 奈留島の江上集落（五島市）

- 三菱長崎造船所 旧木型場
- 旧グラバー住宅
- 外海の大野集落
- 黒島の集落

#### 国宝建築
- 大浦天主堂 （長崎市）
- 崇福寺大雄宝殿・第一峰門（長崎市）

- 大浦天主堂
- 崇福寺

#### 国の名勝
- 温泉岳（雲仙市） - 雲仙岳を指す
- 石田城五島氏庭園（五島市）
- 旧円融寺庭園（大村市）
- 旧金石城庭園（対馬市）
- 棲霞園及び梅ヶ谷津偕楽園（平戸市）
- 三井楽（みみらくのしま）（五島市）
- 平戸領地方八竒勝（平戸八景）（佐世保市）
  - 髙巌
  - 潜龍水
  - 石橋
  - 大悲観
  - 巌屋宮
  - 福石山
  - 潮之目

- 雲仙岳
- 平戸八景（大悲観）

#### 特別天然記念物
- なし

#### 重要伝統的建造物群保存地区
- 東山手
- 南山手
- 大島村神浦
- 神代小路

- 東山手
- 南山手
- 大島村神浦
- 神代小路

#### 重要文化的景観
- 長崎市外海の石積集落景観
- 佐世保市黒島の文化的景観
- 平戸島の文化的景観
- 五島市久賀島の文化的景観
- 小値賀諸島の文化的景観
- 新上五島町北魚目の文化的景観
- 新上五島町崎浦の五島石集落景観

#### 重要文化財・史跡等
特別史跡
- 金田城跡
- 原の辻遺跡

- 頭ヶ島天主堂
- 眼鏡橋
- 出島
- 大野台支石墓群

#### 登録記念物
- 平和公園
- 旧伊東氏庭園（四明荘庭園）
- 小早川氏庭園

- 平和公園

#### 文化施設
博物館・美術館
水族館
- 九十九島水族館 海きらら
- 長崎ペンギン水族館

- 長崎歴史文化博物館
- 松浦史料博物館
- 長崎県美術館
- 佐世保市博物館島瀬美術センター

#### その他
- 島原半島ジオパーク

### 公園等

#### 国立・国定・国営公園
- 国立公園
  - 雲仙天草国立公園
  - 西海国立公園
- 国定公園
  - 壱岐対馬国定公園
  - 玄海国定公園

- 雲仙天草国立公園
（地獄）
- 西海国立公園
（九十九島）
- 壱岐対馬国定公園
（左京鼻）
- 玄海国定公園
（いろは島）

#### 県立自然公園
- 西彼杵半島県立公園
- 北松県立公園
- 島原半島県立公園
- 野母半島県立公園
- 大村湾県立公園
- 多良岳県立公園

#### 県立都市公園
- 平戸公園
- 田平公園
- 西海橋公園
- 長崎県立総合運動公園
- 百花台公園

- 長崎県立総合運動公園
- 西海橋公園
（西海橋）

#### 大型公園・動物園・植物園・遊園地
大型公園
動物園・植物園・遊園地
- 西海国立公園九十九島動植物園
- 長崎バイオパーク
- ハウステンボス

- 長串山公園
- 長崎水辺の森公園
- 長崎バイオパーク
- ハウステンボス

#### 恋人の聖地
- 長崎自動車道／大村湾パーキングエリア

- 長崎自動車道／大村湾パーキングエリア

### 祭事・行事等
- 長崎くんち - 奉納踊は重要無形民俗文化財
- 長崎ランタンフェスティバル
- 精霊流し
- 長崎帆船まつり
- 大村の郡三踊（寿古踊・沖田踊・黒丸踊） - 重要無形民俗文化財
- 波佐見陶器市
- YOSAKOIさせぼ祭り
- きらきらフェスティバル
- 千灯籠まつり
- 平戸神楽 - 重要無形民俗文化財
- 五島神楽 - 重要無形民俗文化財
- 下崎山のヘトマト行事 - 重要無形民俗文化財
- 壱岐神楽 - 重要無形民俗文化財

- 長崎くんち
- 長崎ランタンフェスティバル
- YOSAKOIさせぼ祭り

## 地域別

### 県南地域
- 長崎市 - 端島（通称軍艦島）、稲佐山（長崎ロープウェイなど）、東山手・南山手（グラバー園、長崎市古写真資料館、旧香港上海銀行長崎支店、旧長崎税関下り松派出所、東山手十二番館、旧羅典神学校、旧長崎英国領事館など）、長崎原爆資料館、長崎新地中華街、出島、大浦天主堂、眼鏡橋、平和公園・平和祈念像、アミュプラザ長崎、西坂公園・日本二十六聖人記念館、長崎ペンギン水族館、鍋冠山、軍艦島デジタルミュージアム、鎮西大社諏訪神社、長崎出島ワーフ、伊王島（伊王島灯台、伊王島海水浴場など）、浦上天主堂、遠藤周作文学館、山王神社、サント・ドミンゴ教会跡資料館、軍艦島資料館、ゆめタウン夢彩都、長崎水辺の森公園、ド・ロ神父記念館、樺島、国立長崎原爆死没者追悼平和祈念館、如己堂、長崎歴史文化博物館、長崎県美術館、オランダ坂、みらい長崎ココウォーク、あぐりの丘、シーボルト記念館、風頭公園・坂本龍馬之像、崇福寺、祈りの丘絵本美術館、興福寺、唐人屋敷、池島炭鉱跡、聖福寺、出津教会堂、黒崎教会、高島海水浴場、円通寺、高島秋帆旧宅、野母崎郷土資料館、孔子廟、小菅修船場跡、長崎くんち、長崎ランタンフェスティバル、精霊流し、長崎帆船まつり、竹ン芸
- 西海市 - 長崎バイオパーク、大島大橋・大島大橋公園、道の駅さいかい、七ツ釜鍾乳洞、西海橋・西海橋公園、西海橋物産館
- 時津町 -
- 長与町 - 道の尾温泉

- 浦上天主堂
- 端島
- 孔子廟
- 七ツ釜鍾乳洞

### 県央地域
- 諫早市 - 諫早の眼鏡橋、諫早神社、山茶花高原ピクニックパーク、諫早ゆうゆうランド干拓の里、高城神社、雲仙多良シーライン展望所、大雄寺、轟渓谷、諫早公園、長崎県立総合運動公園、五百羅漢、金比羅岳、白木峰高原
- 大村市 - 大村公園、旧楠本正隆屋敷、野岳湖、裏見の滝自然花苑
- 東彼杵町 - 道の駅彼杵の荘、龍頭泉
- 川棚町 - 川棚大崎温泉しおさいの湯、城山公園
- 波佐見町 - 波佐見焼窯元、波佐見やきもの公園、波佐見温泉、鬼木棚田

- 諫早の眼鏡橋
- 大村公園
- 龍頭泉

### 島原地域
- 島原市 - 島原城、島原湧水群・鯉の泳ぐまち、雲仙岳災害記念館、島原武家屋敷街、島原半島ジオパーク（雲仙岳、眉山など）、護国寺、島原温泉、本光寺
- 雲仙市 - 雲仙温泉・雲仙地獄、雲仙岳（雲仙ロープウェイ、仁田峠循環自動車道路など）、雲仙ビードロ美術館、小浜温泉、温泉神社、満明寺、愛野展望台、千々石展望台、雲仙お山の情報館、百花台公園、首塚、橘神社、神代海岸、富津海岸、長浜海水浴場、神代小路、鳥刺し踊り
- 南島原市 - イルカウォッチング、土石流被災家屋保存公園、原城跡、白浜海水浴場、年越しそうめん

- 島原城
- 島原武家屋敷街
- 小浜温泉
- 原城跡

### 県北地域
- 佐世保市 - ハウステンボス、九十九島パールシーリゾート（海きらら、西海国立公園九十九島動植物園、九十九島遊覧船など）、弓張岳、西海橋、展海峰、海上自衛隊佐世保史料館、石岳展望台、神崎鼻、九十九島、カトリック三浦町教会、プロムナードギャラリー、佐世保公園、飯盛城跡・飯盛神社、道の駅させぼっくす 99、中央公園、大浜海水浴場 (宇久島)、宮地嶽神社、船越展望所、針尾無線塔、世知原温泉、長串山公園、平戸八景（眼鏡岩など）、白浜海水浴場、長崎鼻、佐世保朝市、島瀬公園、黒島天主堂、佐世保初売り、早岐茶市、させぼシーサイドフェスティバル、万灯籠流し、千灯籠まつり、YOSAKOIさせぼ祭り、佐世保くんち、きらきらフェスティバル
- 平戸市 - 平戸城、平戸大橋、大バエ灯台、田平天主堂、生月大橋、平戸ザビエル記念教会、たびら平戸口駅、塩俵断崖、生月サンセットウェイ、川内峠、平戸オランダ商館、オランダ橋、平戸温泉、平戸市切支丹資料館、根獅子海水浴場、道の駅昆虫の里たびら、松浦史料博物館、三浦按針の墓、最教寺、たびら昆虫自然園、平戸港、宝亀教会、千里ヶ浜海水浴場、紐差教会、大島村神浦
- 佐々町 - 皿山公園
- 松浦市 - 青島、鷹島（住吉神社(松浦市鷹島町里免)、松浦市立鷹島歴史民俗資料館など）、いろは島、不老山総合公園
- 小値賀町 - 姫の松原、小値賀町歴史民俗資料館、旧野首教会

- 九十九島パールシーリゾート
- 黒島天主堂
- 平戸城
- 旧野首教会

### 五島地域
- 五島市 - 大瀬埼灯台、鬼岳、堂崎天主堂、井持浦教会、高浜海水浴場、江上天主堂、道の駅遣唐使ふるさと館、常灯鼻、大宝寺、福江武家屋敷通り、前島のトンボロ、権現山、旧五輪教会堂、オーモンデー
- 新上五島町 - 頭ヶ島教会、キリシタン洞窟、若松大橋、青砂ヶ浦教会、蛤浜海水浴場、矢堅目公園、桐教会、城山展望台、津和崎灯台、有川神楽

- 大瀬埼灯台
- 青砂ヶ浦教会

### 壱岐地域
- 壱岐市 - 猿岩、壱岐イルカパーク＆リゾート、辰ノ島、壱岐市立一支国博物館、はらほげ地蔵、左京鼻、原の辻遺跡、住吉神社、勝本城跡、黒崎砲台跡、岳ノ辻展望台、鬼の足跡、筒城浜海水浴場、錦浜海水浴場、安国寺、壱岐風土記の丘、大浜海水浴場、松永安左エ門記念館、郷ノ浦祇園山笠、壱岐神楽

- 筒城浜海水浴場

### 対馬地域
- 対馬市 - 対馬野生生物保護センター、韓国展望所、万松院、対馬国分寺、小茂田浜神社、椎屋の石屋根、烏帽子岳展望台、万関橋、青海の里、和多都美神社

- 和多都美神社
- 対馬野生生物保護センター